# Cobitis bilineata
Cobitis bilineata là một loài cá vây tia thuộc họ Cobitidae. Loài này có ở Ý, Slovenia, và Thụy Sĩ.
Môi trường sống tự nhiên của chúng là sông có nước theo mùa và đầm nước ngọt. Nó không được IUCN xem là loài bị đe dọa.